# Antonio Doblas
Antonio Doblas Santana, bekannt als Toni Doblas, (* 5. August 1980 in Dos Hermanas) ist ein spanischer Fußballspieler.

## Spielerkarriere
Der in einem Vorort von Sevilla geborene Toni Doblas spielte zunächst vier Jahre lang (von 1999 bis 2003), meist als Stammtorwart, bei Real Betis B, der zweiten Mannschaft der Sevillanos. In der Saison 2003/04 war er an den andalusischen Konkurrenten und Zweitligisten Deportivo Xerez ausgeliehen, wo er sich jedoch nicht durchsetzen konnte. Nach nur vier Einsätzen im ganzen Jahr kehrte er als dritter Torwart zu Betis zurück. Nun war er Mitglied der ersten Mannschaft.
Schneller als erwartet – aufgrund der Verletzungen von Pedro Contreras und Toni Prats – wurde er erste Wahl im Tor von Betis. Am 24. Oktober 2004 gab Doblas sein Debüt beim 2:0-Sieg über den FC Getafe. Vor allem in der Copa del Rey konnte er auf sich aufmerksam machen. Im Halbfinal-Rückspiel gegen Athletic Bilbao hielt er im Elfmeterschießen zwei Elfer. Auch beim Finalsieg gegen CA Osasuna stand er auf dem Platz. In der Champions League 2005/06 stand er in fünf Partien für Real Betis zwischen den Pfosten. Doch einige Patzer während der Saison 2005/2006 sorgten dafür, dass Pedro Contreras für einige Spiele ins Tor zurückkehrte.
In der Saison 2007/2008 teilte er sich mit dem Portugiesen Ricardo den Platz im Tor, doch nach der Spielzeit wurde sein auslaufender Vertrag nicht verlängert. Doblas ging zu Real Saragossa in die Segunda División, kam aber im Kampf um die Nummer eins nur selten an seinem Konkurrenten Javier López Vallejo vorbei. Nach nur einem Jahr wechselte er zu SD Huesca, das gerade in die Segunda División aufgestiegen war. Im Sommer 2010 kehrte er nach Saragossa zurück, ist aber hinter dem Argentinier Leo Franco nur die Nummer zwei im Tor.
Aus diesem Grund entschloss sich Doblas zu einem zweiten Versuch in Xerez und wurde schließlich für ein Jahr an den ortsansässigen Club Deportivo Xerez verliehen.
Im Februar 2014 wurde bekannt, dass Doblas sich dem SSC Neapel anschließt.

## Erfolge
- Copa del Rey: 2005 mit Betis Sevilla
- Coppa Italia: 2014 mit der SSC Neapel